# Revolución informática
La Revolución Informática es un periodo de avances tecnológicos, que abarca desde mediados del siglo XX hasta la actualidad.
En la actualidad se encuentra en el punto donde se encontraba la revolución industrial en la década de 1820. 

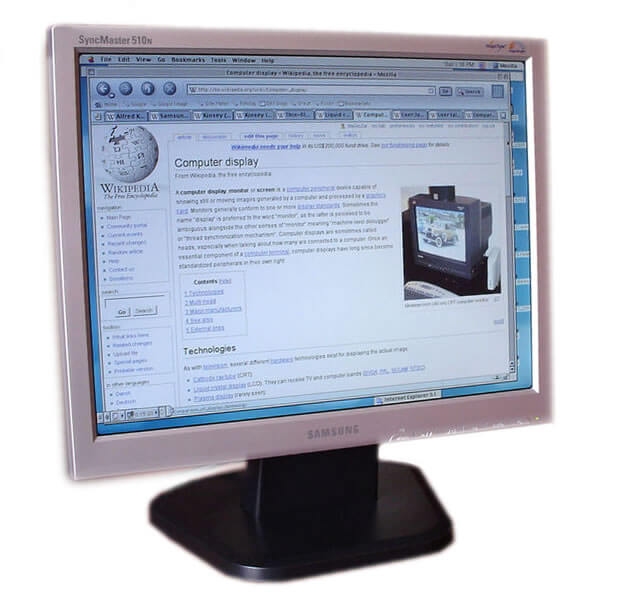

Se deduce que la máquina de vapor fue para la primera revolución industrial, lo que la computadora ha sido para la revolución informática, es decir el primer suceso que marca el inicio de una serie de acontecimientos entendidos posteriormente como Revolución.
Actualmente no hay otro suceso en la historia económica que haya crecido tan rápidamente en el paso del tiempo, y que haya generado un impacto mayor en la economía que la revolución informática.
La Ley de Moore afirma que el precio del elemento básico de la revolución informática, el microchip, cae 50 % cada 18 meses. Lo mismo que ocurrió con los productos cuya manufactura se mecanizó en la primera revolución industrial. 
La revolución informática, así como la revolución industrial, ha cambiado todos los aspectos de la vida diaria, hoy es difícil para la sociedad imaginar la vida cotidiana sin tecnología. 
La revolución informática comenzó con la invención del televisor y el teléfono.   
Entre los beneficios causados por la revolución informática se puede encontrar que: simplificó las tareas cotidianas, los trabajos repetitivos, creó nuevos puestos de trabajo, reemplazó puestos de trabajo humanos y aumentó el mercado laboral.